# Chirinboulag (Chéki)
Chirinboulag est un village de la région de Şəki en Azerbaïdjan.

## Géographie
Le village de Chirinboulag de la région de Şəki est situé dans la circonscription administrative du village de Chirinboulag.

## Population
Selon les statistiques de 2009, la population du village est de 866 personnes.

## Culture
Il y a une école dans le village.